# Constitución de Tailandia (2006)
Después del golpe de Estado en Tailandia el 19 de septiembre de 2006, la Junta Militar formada como Consejo para la Reforma Democrática anunció, entre otras medidas, la abolición de la Constitución de 1997 y el compromiso de redactar un texto provisional al tiempo de nombrar un primer ministro interino.
La Junta Militar concluyó el borrador del nuevo texto constitucional el 25 de septiembre, que fue entregado al Rey el 30 del mismo mes para su evaluación, examen y ratificación.
El Consejo para la Reforma Democrática anunció, el 1 de octubre, la entrada en vigor de la Constitución temporal al tiempo que proponía a Surayud Chulanont para primer ministro. El anuncio fue hecho a través de la televisión estatal después de que el rey Bhumibol Adulyadej, hubo firmado las leyes fundamentales propuestas por la Junta.
Fue sustituida por la Constitución de 2007 ratificada en referéndum el 19 de agosto de dicho año y que fue aprobada el 5 de julio por un Comité Constitucional creado por la Asamblea Nacional elegida por la junta militar.

## Contenido
El texto constitucional establece:
- La forma de gobierno es la Monarquía constitucional en donde el Rey es el Jefe del Estado y de las Fuerzas Armadas y su persona es inviolable, reconociéndole el derecho a elegir su Consejo Privado.
- La soberanía reside en el pueblo.
- La Constitución garantiza los derechos fundamentales.
- Se establece la Asamblea Nacional de 250 miembros mayores de 35 años que deben representar a distintos sectores sociales, económicos y regionales. Sus características son:
  - Sus miembros son elegidos por el Rey, a propuesta del Presidente del Consejo de Seguridad Nacional que refrenda la decisión real. De igual forma se elige al Presidente y Vicepresidente de la Asamblea.
  - La Asamblea une las antiguas Cámara de Representantes y el Senado.
  - Tiene un poder legislativo limitado a determinados asuntos.
  - Los miembros de la Asamblea gozan de inviolabilidad en el ejercicio de su cargo.
- El Rey nombra el primer ministro que constituye el Consejo de Ministros. La destitución del primer ministro corresponde también al Rey, refrendado por el presidente del Consejo de Seguridad Nacional. En el Consejo de Ministros reside el poder ejecutivo. Sus miembros no pueden ser integrantes de la Asamblea Nacional ni de la Asamblea Constituyente.
- Se creará una Asamblea Constituyente para la elaboración de una nueva constitución, y que estará compuesta por 300 miembros. Estos no pueden pertenecer o haber pertenecido a partido político alguno en los dos años anteriores a su elección, ni pueden ser miembros de la Asamblea Nacional de Tailandia y gozan de la misma inviolabilidad en el ejercicio de sus funciones que los de la Asamblea Nacional. La elección de sus miembros se hará:
  - Cien miembros elegidos por el Rey con el refrendo del Presidente del Consejo para la Seguridad Nacional.
  - Se constituirá otra Asamblea de dos mil miembros nombrados por el Rey con el refrendo del Presidente del Consejo Nacional de Seguridad. Esta Asamblea elegirá a otros 200 candidatos y 100 de ellos serán elegidos por el Consejo Nacional de Seguridad.
  - Cien miembros serán elegidos por el Consejo Nacional de Seguridad.
- La Asamblea Constitucional nombrará un Comité para la elaboración de la constitución compuesto por 25 miembros ajenos a la misma y 10 expertos. En ambos casos, la elección requiere el refrendo del Presidente del Consejo para la Seguridad Nacional.
- La propuesta del Comité redactor deberá explicar las modificaciones planteadas con respecto a la anterior Constitución de 1997, y debe ser remitida para su informe a los demás poderes del Estado, incluido el Consejo Nacional de Seguridad, la Asamblea Constitucional, Universidades y la Comisión de Derechos Humanos de la Asamblea Nacional Legislativa.
- El conjunto de propuestas y enmiendas hechas será analizadas por la Asamblea Constituyente.
- Debatida y aprobada, será sometida a referéndum.
- La Corte Constitucional pasa a ser Tribunal Constitucional que se forma por el presidente de la Corte Suprema como Presidente, y el presidente de la Corte Suprema Administrativa como Vicepresidente, más cinco jueces de la Corte Suprema elegidos por y entre sus miembros.
- Los responsables del golpe de Estado del 19 de septiembre son exculpados de cualquier acusación presente o futura por todos los hechos acaecidos desde aquel día.